# Державін Гаврило Романович
Гаврило (Гавриїл) Романович Державін (нар. 3 (14) липня 1743, село Сокури, Казанська провінція, Казанська губернія, Російська імперія (нині село Лаішевського району, Респу́бліка Татарста́н, Приволзька федеральна округа, Російська Федерація) — 8 (20) липня 1816, маєток Званка, Новгородська губернія) — російський поет епохи Просвітництва, представник класицизму. Державний діяч.

## Біографія
Рід Державіних походив від одного з татарських мурз. Гавриїл Романович народився в родовому маєтку в селі Сокури недалеко від Казані, де й пройшло його дитинство. Він рано втратив батька, секунд-майора Романа Миколайовича. Мати — Текла Андріївна (уроджена Козлова).
Від 1762 року служив у Санкт-Петербурзі, у Преображенському полку, спочатку солдатом, а від 1772 року на офіцерській посаді. У 1773–1774 роках бере участь у придушенні повстання Пугачова.

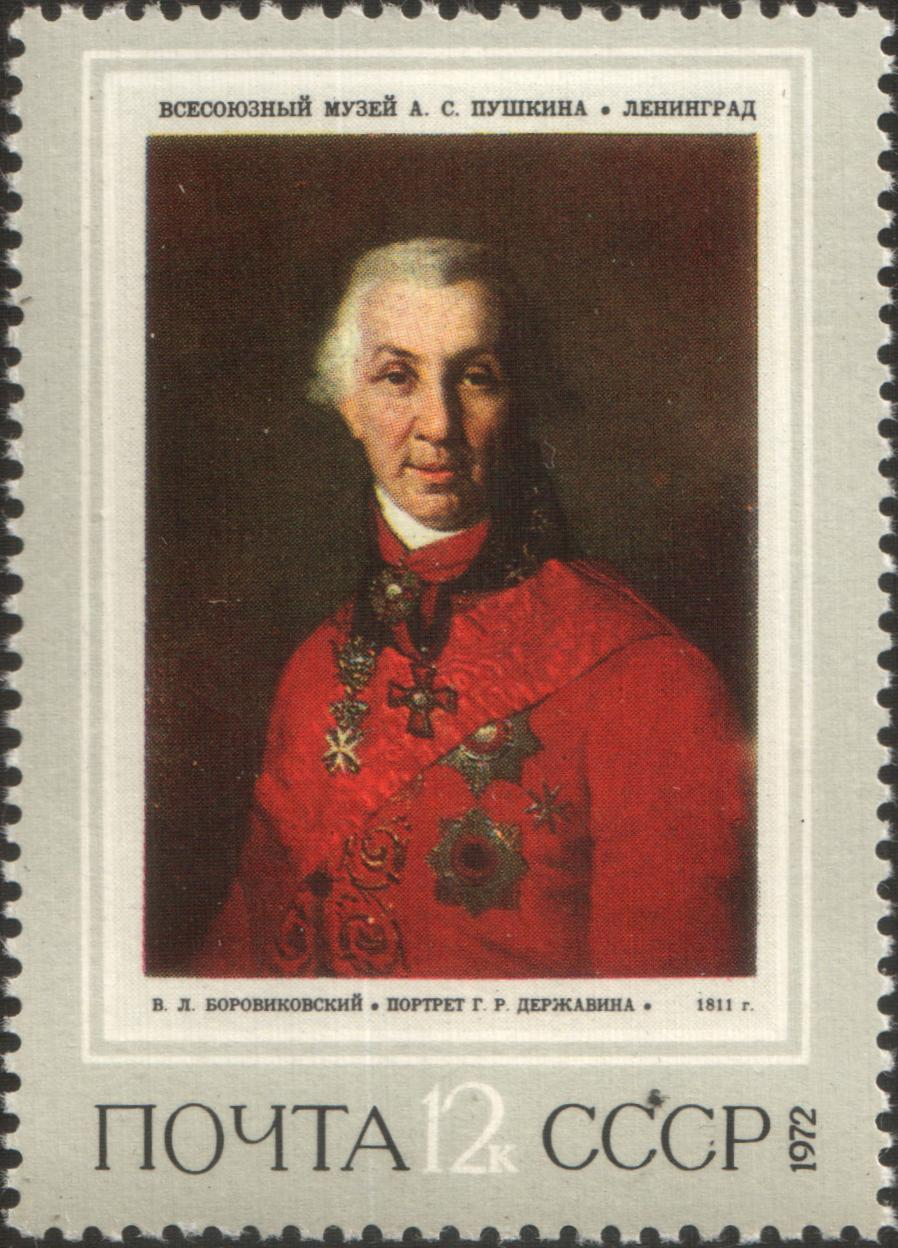
Поштова марка СРСР, присвячена Г. Р. Державіну (1972 рік)

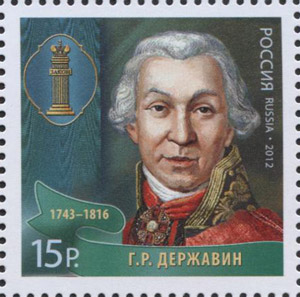
Російська поштова марка, присвячена Г. Р. Державіну (2012 рік)

Літературна і громадська популярність приходить до Державіна у 1782 році, після написання оди «Феліція», яка вихваляє імператрицю Катерину II. Державіна призначають намісником Олонецької губернії, а з 1785 року губернатором — Тамбовської. В обох випадках спроби Державіна навести лад, боротьба з корупцією призводять до конфліктів з місцевою елітою, та у 1789 році він повертається до столиці, де займає різні високі адміністративні посади. Весь цей час Державін не залишає літературну працю, створює оди «Бог» (1784), «Грім перемоги, роздавайся!» (1791, неофіційний Російський гімн), «Вельможа» (1794), «Водоспад» (1798) й багато інших.
Неодноразово Гавриїл Романович відвідував садибу Зубриловка, що належала його другові Сергію Федоровичу Голіцину. Точно відомо, що він відвідував садибу восени 1788 року.

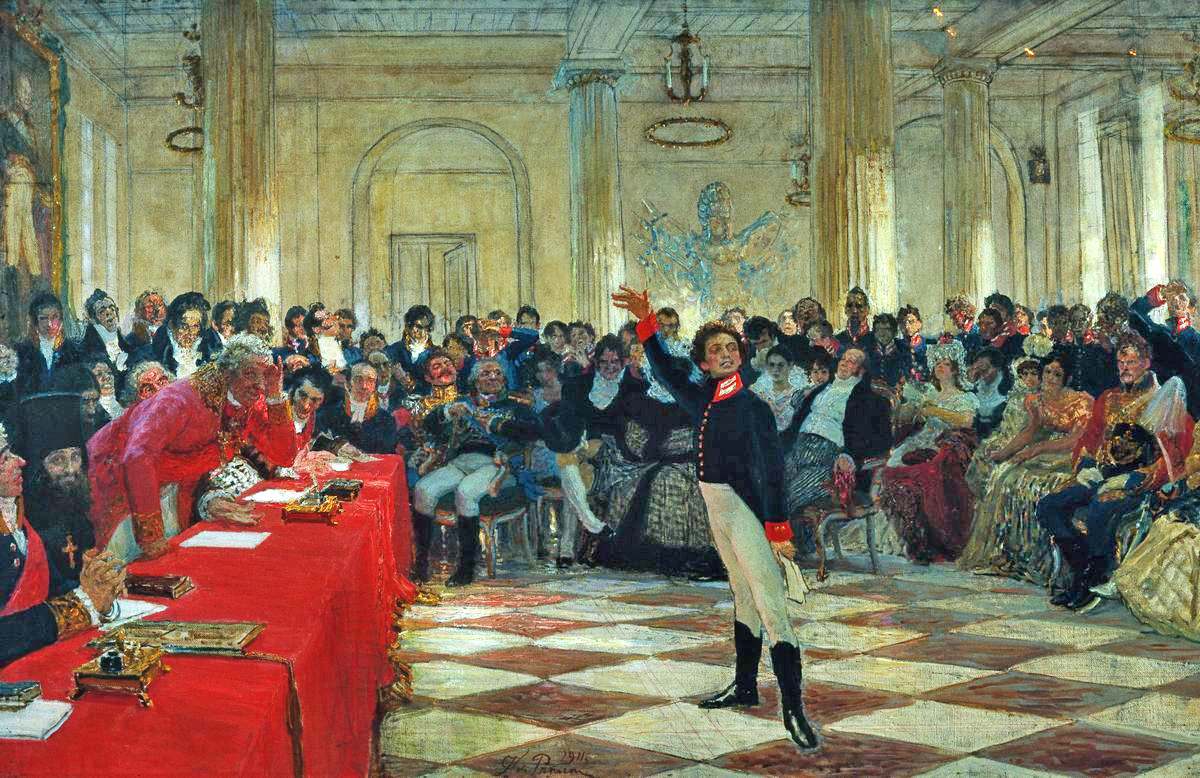
Картина Іллі Рєпіна «Ліцейський іспит»

У 1803 році Державін йде у відставку, поселяється в Санкт-Петербурзі та у своєму маєтку Званка у Новгородській губернії. 1791-1793 рр. Г.Р. Державін був кабінет-секретарем  при Катерині //. В останні роки свого життя займався виключно літературою.
Гавриїл Романович і його дружина Дарина Олексіївна поховані в Спасо-Преображенському соборі Варлаама-Хутинського монастиря поблизу Великого Новгорода.
Державін помер 1816 року в своєму будинку в маєтку «Званка». Труну з тілом покійного на баржі Волховом відправили в останню подорож. Під час Другої світової війни монастир був зруйнований. Постраждала й могила Державіна. У 1959 році відбулося перепоховання останків поета і його дружини в Новгородському Дитинці. У 1993 році, у зв'язку з 250-річчям поета, його останки було повернуто в монастир.

## Увічнення пам'яті Г.Р.Державіна
- Проєктна назва станції харківського метрополітену «Державінська».